# 池田長興 (徳島藩家老)
池田 長興 （いけだ ながおき、天明2年7月17日（1782年8月25日） - 文化3年5月6日（1806年6月22日））は、徳島藩の仕置家老。
正室は藩主一門蜂須賀休光の娘盛。娘に池田昭訓室。
岡山藩家老で天城池田家当主の池田政喬の末男として岡山に生まれる。一族の徳島藩家老池田長教の養子となって家督を継いだ。享和元年（1801年）正月に仕置見習、文化元年（1804年）8月に仕置家老となる。文化3年（1806年）没。享年25。家督は正室盛の弟の雄吉（昭訓）が婿養子となって相続した。